# Scott Lithgow
Scott Lithgow, Limited était une entreprise écossaise de construction navale.

## Historique
La société a été créée en 1967 par la fusion de Scotts Shipbuilding and Engineering Company et Lithgows. Scott Lithgow était basé à Port Glasgow et Greenock sur la Clyde inférieure en Écosse. Scott Lithgow a été nationalisé et intégré à British Shipbuilders en 1977. La réorganisation de Scott Lithgow en 1981 a vu tous les actifs de ses filiales transférés sous le contrôle opérationnel direct de Scott Lithgow.
À partir de 1980, la société est devenue le centre de la division offshore de British Shipbuilders et on espérait que le marché des semi-submersibles offshore ramènerait le chantier à la rentabilité. Cependant, la construction de l’Ocean Alliance semi-submersible a été un contrat désastreux pour la société, la plate-forme pétrolière ayant finalement été livrée avec quatre ans de retard et avec une perte de plus de 200 millions de livres sterling.
En 1984, Trafalgar House a acheté la société, qui a cessé ses activités en 1993.

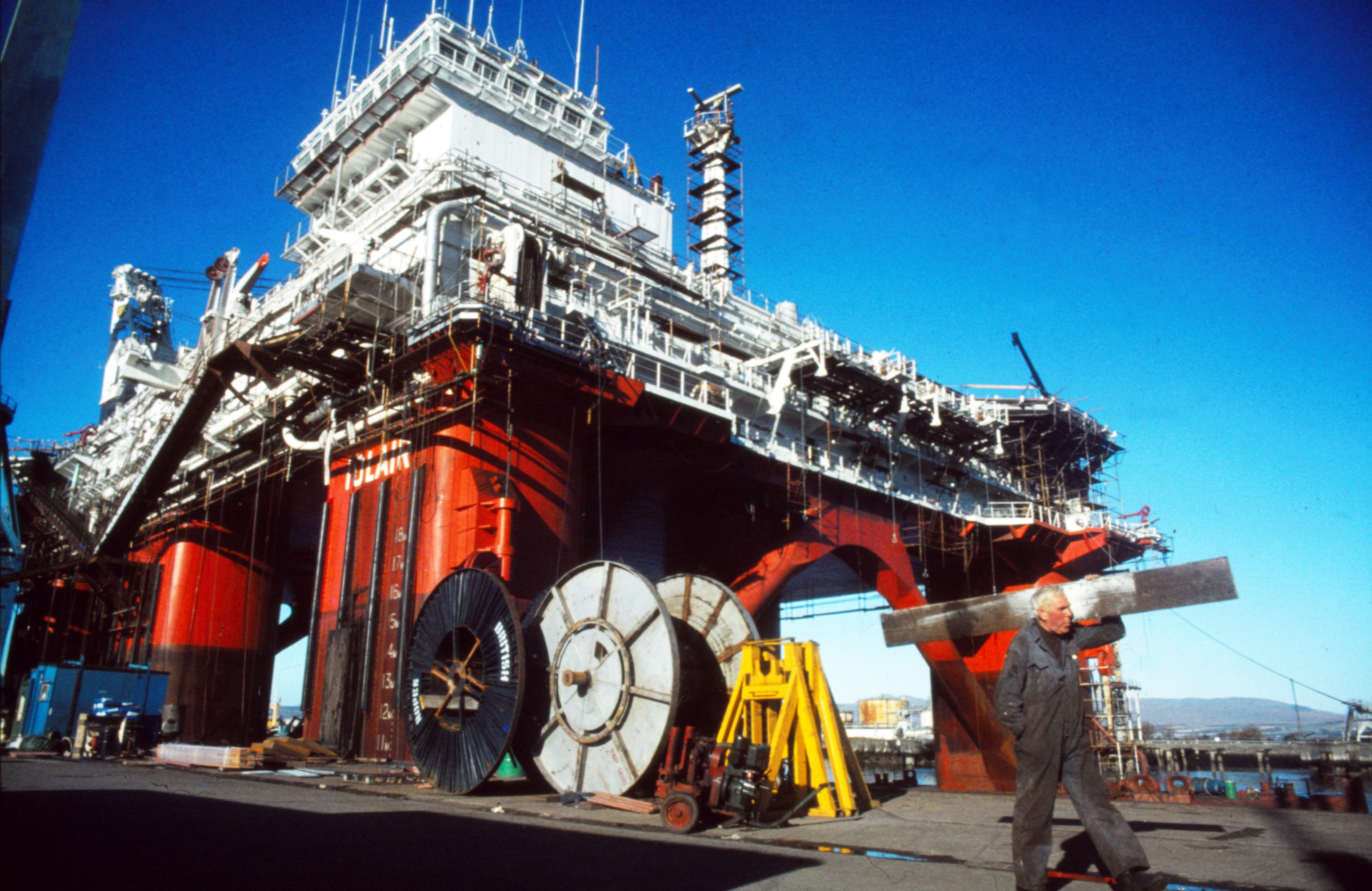
Iolair en cours d’installation en 1982
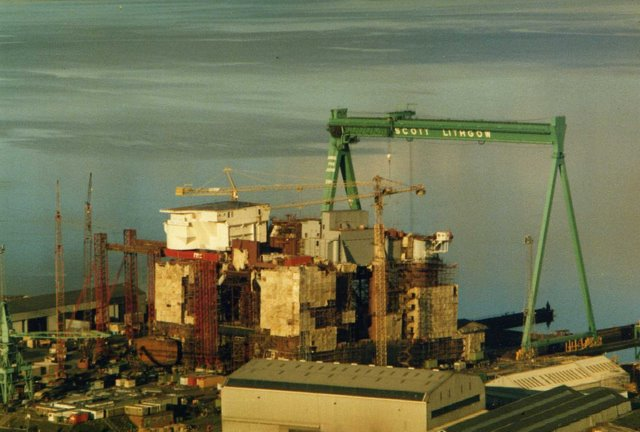
Ocean Alliance en construction en 1986